# Пружицы
Пру́жицы — деревня в Бегуницком сельском поселении Волосовского района Ленинградской области.

## История
Впервые упоминается в Писцовой книге Водской пятины под названием сельцо Пружицы.
Затем как пустошь Prusitza Ödhe в Григорьевском погосте в шведских «Писцовых книгах Ижорской земли» 1618—1623 годов.
На карте Ингерманландии А. И. Бергенгейма, составленной по шведским материалам 1676 года, обозначена как деревня Prusitsa.
На шведской «Генеральной карте провинции Ингерманландии» 1704 года — как Prujitza.
Как деревня Прусицы она обозначена на «Географическом чертеже Ижорской земли» Адриана Шонбека 1705 года.
Как село Пружицы упоминается на карте Санкт-Петербургской губернии Я. Ф. Шмидта 1770 года.
В 1771 году деревню Пружицы купил придворный банкир, барон Иван Юрьевич Фридрикс у фаворита Екатерины II Сергея Васильевича Салтыкова.

ПРУЖИЦЫ — село принадлежит действительному статскому советнику Александру Михайловичу Дубянскому, число жителей по ревизии: 123 мужского пола, 146 женского.

В оном: Питейный дом. (1838 год)

Согласно карте Ф. Ф. Шуберта в 1844 году село Пружицы насчитывало 37 крестьянских дворов.

ПРУЖИЦЫ — селение генерал-майора Зиновьева, по почтовой дороге, число дворов — 39, число душ — 103 м. п. (1856 год)

ПРУЖИЦЫ — деревня, число жителей по X-ой ревизии 1857 года: 90 м. п., 106 ж. п., всего 196 чел.

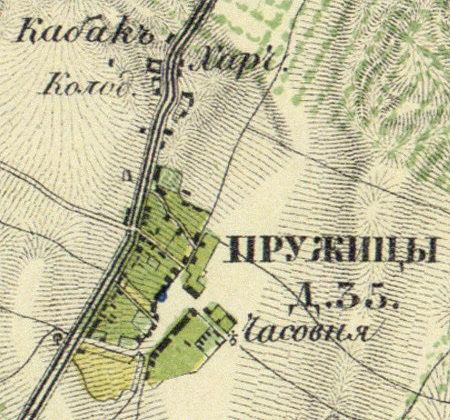
План деревни Пружицы. 1860 год

Согласно «Топографической карте частей Санкт-Петербургской и Выборгской губерний» в 1860 году село Пружицы насчитывало 35 дворов. В селе была часовня, колодец, харчевня и кабак.

ПРУЖИЦЫ — деревня владельческая при колодце, по Нарвскому шоссе в 31 версте от Ямбурга, число дворов — 35, число жителей: 72 м. п., 126 ж. п.; Часовня. (1862 год)

В 1870 году временнообязанные крестьяне деревни выкупили свои земельные наделы у Н. В. Зиновьева и стали собственниками земли.

ПРУЖИЦЫ — деревня, по земской переписи 1882 года: семей — 46, в них 112 м. п., 120 ж. п., всего 232 чел.

ПРУЖИЦЫ — деревня, число хозяйств по земской переписи 1899 года — 45, число жителей: 122 м. п., 127 ж. п., всего 249 чел.;
 разряд крестьян: бывшие владельческие; народность: русская

В конце XIX — начале XX века деревня административно относилась к Княжевской волости 1-го стана Ямбургского уезда Санкт-Петербургской губернии, упразднённой в 1917 году.
С 1917 по 1923 год деревня Пружицы входила в состав Пружицкого сельсовета Княжевско-Ильешской волости Кингисеппского уезда.
С 1923 года в составе Врудской волости.
С 1924 года в составе Корчанского сельсовета.
Согласно данным переписи населения СССР 1926 года в деревне Пружицы Корчанского сельсовета Врудской волости Кингисеппского уезда проживали 184 человека, все русские.
С 1927 года в составе Молосковицкого района.
С 1928 года в составе Ильешского сельсовета. В 1928 году население деревни Пружицы также составляло 184 человека.

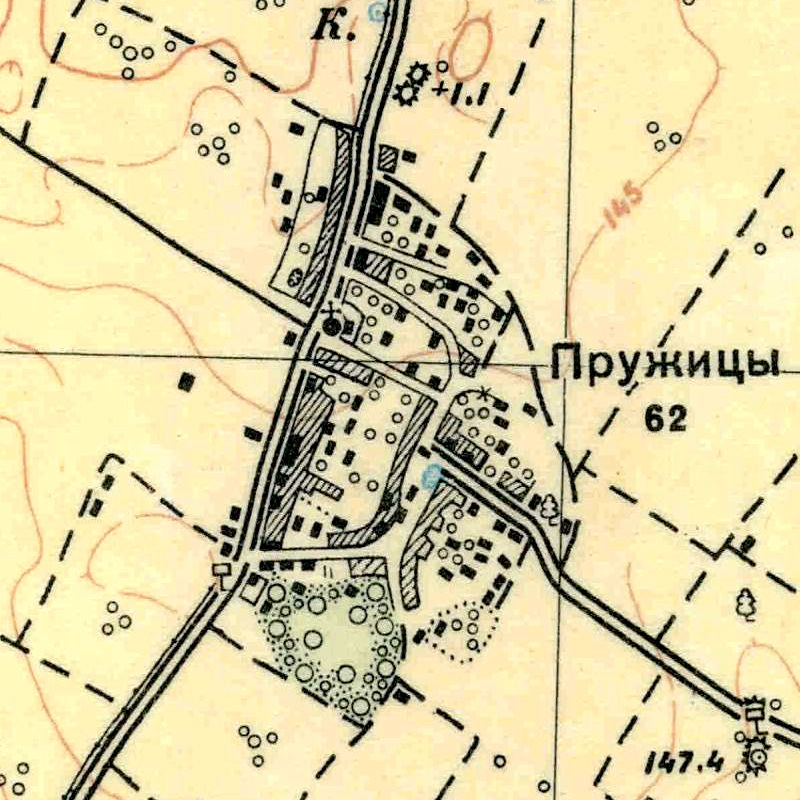
План деревни Пружицы. 1930 год

Согласно топографической карте 1930 года деревня насчитывала 62 двора, в центре деревни находилась часовня.
С 1931 года в составе Больше-Хотынского сельсовета Волосовского района.
По данным 1933 года деревня в составе Волосовского района не значилась.
По данным 1936 года входила в состав Ильешского сельсовета Волосовского района.
Деревня была освобождена от немецко-фашистских оккупантов 29 января 1944 года.
С 1954 года в составе Чирковицкого сельсовета.
С 1963 года в составе Кингисеппского района.
С 1965 года вновь в составе Волосовского района. В 1965 году население деревни Пружицы составляло 63 человека.
По данным 1966, 1973 и 1990 годов деревня Пружицы также входила в состав Чирковицкого сельсовета.
В 1997 году в деревне проживали 11 человек, в 2002 году — 36 человек (русские — 80 %), деревня входила в состав Чирковицкой волости.
В 2007 году проживали 23, в 2010 году — 32 человека, деревня входила в состав Зимитицкого сельского поселения.
7 мая 2019 года деревня вошла в состав Бегуницкого сельского поселения.

## География
Деревня расположена в северо-западной части района на автодороге А180 (E 20) (Санкт-Петербург — Ивангород — граница с Эстонией) «Нарва» в месте примыкания к ней автодороги 41К-187 (Пружицы — Красный Луч).
Расстояние до административного центра поселения — 5 км.
Расстояние до ближайшей железнодорожной станции Молосковицы — 19 км.

## Демография
| 1838 | 1857 | 1862 | 1882 | 1899 | 1928 | 1965 |
| ---- | ---- | ---- | ---- | ---- | ---- | ---- |
| 269  | ↘196 | ↗198 | ↗232 | ↗249 | ↘184 | ↘63  |
| 1997 | 2002 | 2007 | 2010 | 2013 | 2017 |      |
| ↘11  | ↗36  | ↘23  | ↗32  | ↘31  | ↗43  |      |

### Национальный состав
Согласно данным Всероссийской переписи населения 2021 года в деревне проживали 52 человека, из них:
 русские — 42, армяне — 9, узбеки — 1 человек.

## Транспорт
Осуществляется автобусное сообщение по пригородным маршрутам:
- № 69 Кингисепп — Бегуницы
- № 69А Кингисепп — Зимитицы